# Saicourt
Saicourt es una comuna suiza del cantón de Berna, situada en el distrito administrativo del Jura bernés. Limita al norte con las comunas de Lajoux (JU), Châtelat y Sornetan, al este con Saules, al sur con Reconvilier y Tavannes, y al oeste con Tramelan, Mont Tramelan y Les Genevez (JU).
Hasta el 31 de diciembre de 2009 situada en el distrito de Moutier.

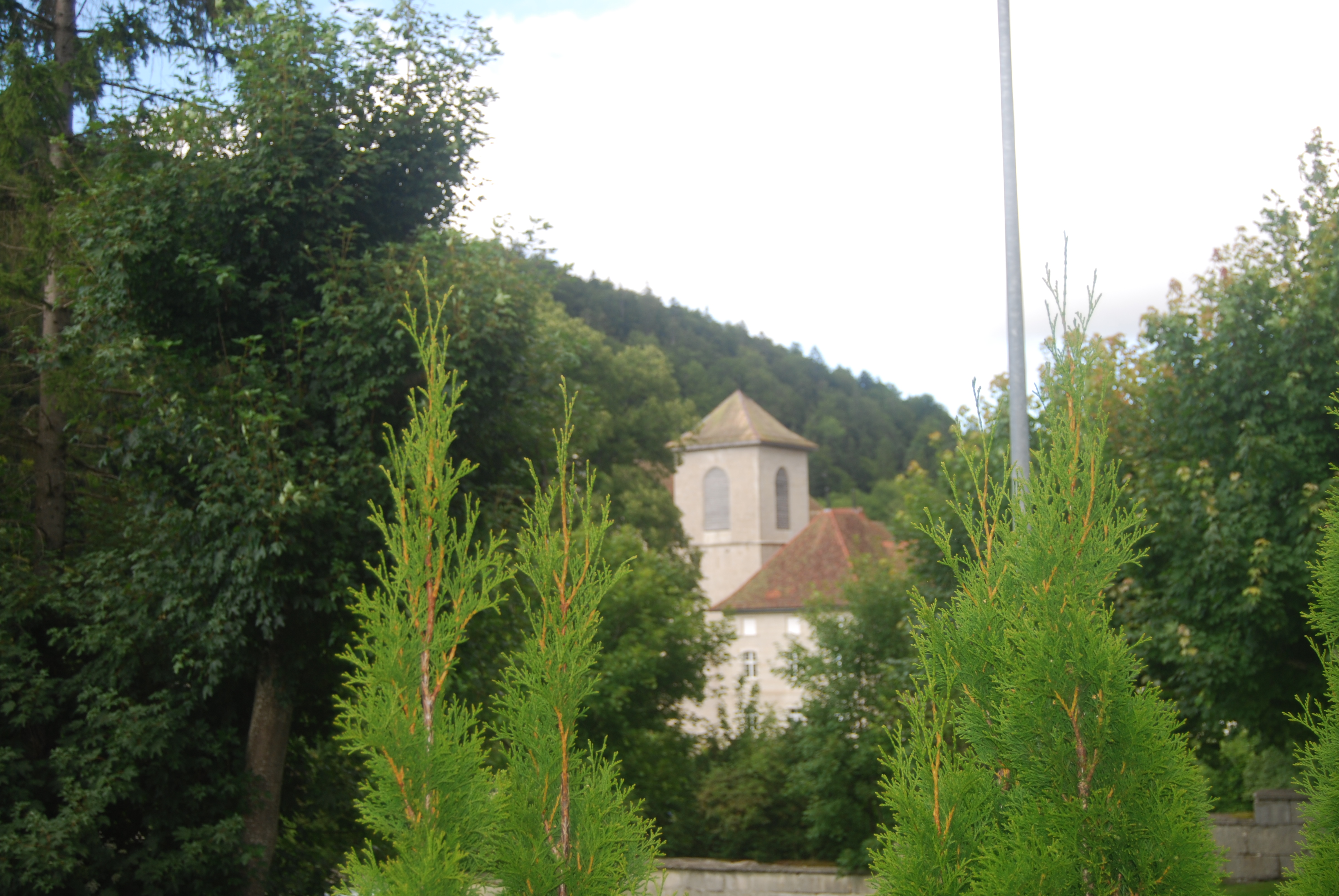
Bellelay (Saicourt)

## Historia
De 1797 a 1815, Saicourt perteneció a Francia, la comuna formaba parte del departamento de Monte Terrible, y a partir de 1800, del departamento del Alto Rin, al cual el departamento de Monte Terrible fue anexado. En 1815, después del Congreso de Viena, el territorio del antiguo Obispado de Basilea fue atribuido al cantón de Berna. 
Actualmente la comuna forma parte de la región del Jura bernés, la parte francófona del cantón de Berna.

## Sitios de interés
- Abadía de Bellelay.